# Cèntim

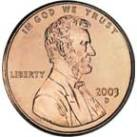
Moneda d'1 cent de dòlar (col·loquialment, un penny)

El cèntim és una unitat monetària que equival a la centèsima part (1/100) de la unitat bàsica de valor. També es refereix a la moneda física en si, i rep diferents noms segons els països. Són cèntim en el cas dels euros o dels antics francs o pessetes, cent pel que fa als dòlars, centau (centavo) en diverses monedes d'Hispanoamèrica o en els antics escuts portuguesos, centèsim en les antigues lires italianes o en els pesos uruguaians actuals, etc.
Totes aquestes paraules, doncs, duen implícit el nombre cent. Arreu del món s'acostumen a encunyar monedes amb valors que van del 1/100 al 100/100 de la unitat monetària, mentre que reserven els bitllets per als valors més alts. De tota manera, les monedes amb valor 200/100 o 500/100 tampoc són rares, especialment en el cas d'emissions commemoratives.
Les quantitats entre 1 i 99 cèntims normalment s'indiquen amb un o dos dígits seguits per una c minúscula (1c, 2c), o per un símbol de cèntim, de vegades travessat de dalt a baix per una barra: ¢ (per exemple, 1¢, 2¢).
Hi ha altres sistemes possibles de subdivisió de la unitat monetària, com ara el que feia servir abans la lliura esterlina, que fins a la introducció del sistema decimal el 1970 se subdividia en vintèsims (1/20) –anomenats xílings i que duien el símbol s– i dos-cents-quarantèsims (1/240) o penics, de símbol d.
Vet aquí alguns exemples de monedes del món amb cèntims:
- Euro de la zona euro - a les monedes hi apareix el text EURO CENT; el nom corrent és diferent segons cada llengua: cent en alemany, anglès o neerlandès, cèntim en català, céntimo en espanyol, sentti en finès, centime en francès, ceint en irlandès, centesimo en italià, cêntimo en portuguès, etc. Les monedes gregues porten escrit "ΛΕΠΤΟ" ("leptó") a l'anvers de les monedes d'1c i el plural "ΛΕΠΤΑ" ("leptá") a l'anvers de les de 2, 5, 10, 20 i 50 c.
- Pataca de Macau - dividida en 100 avos (la moneda més petita en circulació és la de 10 avos)
- Dòlar australià - dividit en 100 cents
- Dòlar canadenc - dividit en 100 cents
- Dòlar dels Estats Units - dividit en 100 cents
- Dòlar de Hong Kong - dividit en 100 cents (la moneda més petita en circulació és la de 10 cents)
- Dòlar neozelandès - dividit en 100 cents
- Dòlar de Singapur - dividit en 100 cents
- Peso argentí - dividit en 100 centavos
- Peso filipí - dividit en 100 sentimos
- Peso mexicà - dividit en 100 centavos
- Peso uruguaià - dividit en 100 centésimos
- Rand sud-africà - dividit en 100 cents
- Real brasiler - dividit en 100 centavos
- Renminbi xinès - dividit en 10 jiao (o mao), al seu torn subdivits en 10 fen; un jiao, doncs, equivaldria a un "dècim", mentre que el fen seria l'equivalent del cèntim
- Rial iranià - dividit en 100 dinars, que ja no estan en ús a causa de la devaluació
- Ringgit malaisi - dividit en 100 sen
- Ruble rus - dividit en 100 copecs

Exemples de monedes que no estan dividides en cèntims:
- Ariary malgaix - dividit en 5 iraimbilanja
- Dinar kuwaitià - dividit en 1.000 fils
- Dong vietnamita - el dong actual no presenta cap mena de fraccionament monetari; abans es dividia en 10 hào, al seu torn subdividits en 10 xu
- Ien japonès - ja no presenta fraccionament; abans es dividia en 100 sen
- Ouguiya maurità - dividit en 5 khoums
- Peso xilè - fins al 1984 es dividia en 100 centavos; des d'aleshores, el peso no té fraccionament